# Jack Nicholson

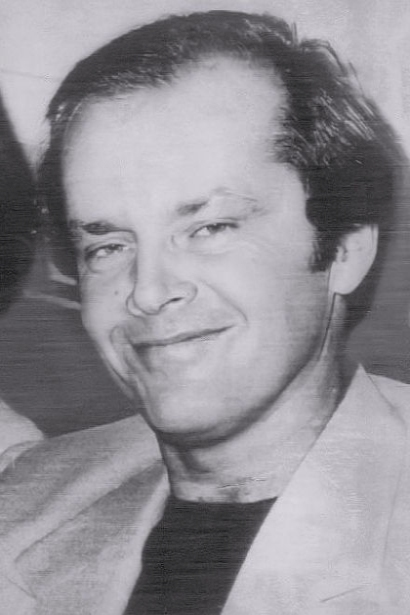
Nicholson (1976)

John Joseph Nicholson (Neptune City, Nueva Jersey, 22 de abril de 1937), más conocido como Jack Nicholson, es un actor y director de cine estadounidense, cuya carrera se desarrolló durante más de sesenta años. Es reconocido por interpretar una gran variedad de personajes, como protagonista o como actor secundario: desde cómicos o románticos hasta psicópatas, perturbados o villanos. En muchas de sus películas ha interpretado al «“eterno extraño”, ese personaje que se rebela en contra de las estructuras sociales convencionales».
Sus doce nominaciones al premio Óscar lo han convertido en el actor con el mayor número de candidaturas de la historia de este certamen. Alcanzó el máximo galardón como actor principal en 1976 por el drama One Flew Over the Cuckoo's Nest (1975), en 1984 como actor de reparto por la comedia romántica La fuerza del cariño (1983) de James L. Brooks y en 1998 de nuevo como principal por otra comedia de este mismo director en Mejor... imposible (1997). Es el único actor, junto con Walter Brennan y Daniel Day-Lewis, que posee tres estatuillas. También ganó seis Globos de Oro a lo largo de su carrera, y en 2001 fue homenajeado con el Premio Kennedy. En 1994 se convirtió en uno de los actores más jóvenes en ser reconocido por el American Film Institute, por su contribución a la cultura estadounidense a través de las artes interpretativas.
Algunas de sus cintas más emblemáticas son la película de carretera Easy Rider (1969), el drama Mi vida es mi vida (1970), la comedia dramática El último deber (1973), el film-noir Chinatown (1974) y el drama épico Reds (1981). Entre sus personajes más conocidos destacan el de Jack Torrance en El resplandor (1980), el de Joker en Batman (1989) y el de Frank Costello en The Departed (2006). Otras películas de su filmografía son El honor de los Prizzi (1985), Las brujas de Eastwick (1987), A Few Good Men (1992) y About Schmidt (2002). Su último largometraje fue How Do You Know del año 2010.

## Biografía

### Primeros años
Nicholson no tenía partida de nacimiento. El único documento oficial sobre su filiación era un certificado provisional (Certificate of a Delayed Report of Birth) expedido en 1954.  En él constaba que Jack había nacido el 22 de abril de 1937 en el número 1410 de la Sexta Avenida de Neptune City en el seno del matrimonio formado por John y Ethel May Nicholson, y que ya tenían otras dos hijas: June Frances y Lorraine.
Ethel May era la que sacaba adelante a la familia trabajando como peluquera. En 1950 montó su propio negocio de cosmética en un barrio más próspero, Spring Lake, adonde se mudó con su familia. Faltaba June, que unos años antes, siendo Jack un bebé de apenas dos meses, se había trasladado a la Costa Oeste.
Ethel May matriculó a Jack en el instituto Manasquan, uno de los más prestigiosos del estado. En esa etapa como estudiante, Jack mostró elevadas dotes intelectuales, pero su sueño era triunfar en el béisbol; como comentó un compañero suyo llamado Keith Hoop, «probablemente, [Jack] se sentía frustrado por no ser un poco más fornido, un poco más alto e incluso un poco mayor [siempre era el más joven de la clase]». Compensó, en parte, su frustración narrando los partidos que jugaba el equipo. Había descubierto que escribir le resultaba fácil: «Le gustaba la prosa descriptiva porque le permitía captar la acción, como si estuviera jugando con el equipo. Escribir una buena frase era casi tan bueno como batear bien. Casi».

### Secreto familiar
Al terminar la educación secundaria, en junio de 1954, Jack inició los trámites para obtener el permiso de conducir. Ante su sorpresa, la administración estatal le comunicó que no tenía partida de nacimiento; que, a efectos legales, «no existía». Ethel May salió del paso presentando un formulario informativo sobre el lugar de nacimiento del joven y su filiación. La declaración fue suficiente para obtener el carné, así que Jack no le dio mayor importancia al asunto. 
Veinte años más tarde, siendo ya un actor consagrado, recibió una carta anónima con informaciones sorprendentes sobre su familia. Para comprobar su veracidad, y como Ethel May y June ya habían fallecido, acudió a Lorraine. Fue entonces cuando supo la verdad: que su madre biológica real era June, a la que él siempre había tomado como su hermana mayor, y que lo había concebido siendo adolescente; en consecuencia, Ethel May no era su madre, sino su abuela materna, y la propia Lorraine no era su hermana, sino su tía. 
En cuanto al progenitor, desde luego no era John Nicholson, que ni siquiera llegó a estar casado con Ethel May. Quien asumió la paternidad una vez conocido el embarazo de June fue el que entonces era su novio, Donald Furcillo-Rose, con quien contraería matrimonio clandestinamente en Maryland; pero ni siquiera la propia June estaba segura de que fuera Donald el auténtico padre biológico del bebé. A este propósito, Nicholson declaró en una entrevista en Rolling Stone:

Me impresionó mucho su capacidad [la de June] para guardar el secreto. Hizo grandes cosas por mí. Quiero decir, no me tengo que cuestionar el tema del aborto. Es un caso abierto y cerrado en lo que a mí respecta. Como hijo ilegítimo nacido en 1937, durante la Depresión, en una familia desestructurada de clase media-baja, eras un candidato automático para el aborto. Así que para mí es muy fácil: no necesito entrar en el debate de cuándo la cosa cobra vida. Y estoy muy contento de estar fuera de esto, porque no es un asunto fácil.

### Vida privada
Nicholson se casó en 1962 con la actriz Sandra Knight, coprotagonista en El terror. Se divorciaron en 1966, tras tener una hija llamada Jennifer (1963). Después de su divorcio se lo vinculó sentimentalmente con Anjelica Huston, Rachel Ward, Michelle Phillips, Candice Bergen, Janice Dickinson, Joni Mitchell y Lara Flynn Boyle. Con la actriz Rebecca Broussard tuvo dos hijos, Lorraine (1990) y Raymond (1992). En 1994, fue distinguido con el premio a la trayectoria artística del American Film Institute.

### Creencias
Aunque su educación puede considerarse católica de origen irlandés, con cierta influencia del protestantismo en su familia, Nicholson investigó sus raíces católicas de forma independiente, para terminar afirmando: "en mi opinión, si vas a ser teocrático, el catolicismo es el sistema de creencias más inteligente". Sin embargo, ha experimentado con varias ideas espirituales para terminar definiéndose como agnóstico, unas veces, o como una persona no religiosa, otras veces, comentando que sólo reza cuando está haciendo footing.
Desde el punto de vista político, Nicholson se define como liberal y es desde hace mucho tiempo defensor del Partido Demócrata.

## Trayectoria artística

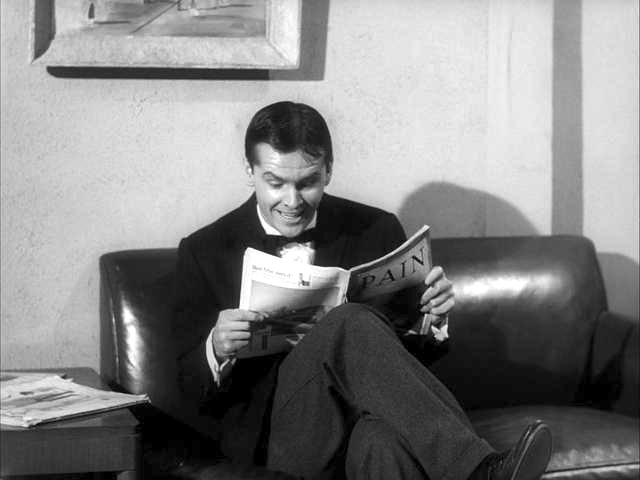
Nicholson en la película Little Shop of Horrors.

### Primeros pasos
Unas semanas después de graduarse en el instituto, en 1954, recibió una invitación de June, que se había casado y tenía dos hijos, para pasar el verano en el apartamento de esta en Los Ángeles. Al igual que su «hermana», Jack estaba dotado de una gran imaginación y se sentía atraído por el mundo del espectáculo, así que, ante la oportunidad de «caminar por las mismas calles y respirar el mismo aire que su ídolo cinematográfico, Marlon Brando», aceptó de inmediato.
Sin embargo, la convivencia en el minúsculo apartamento sería breve, y Jack empezó a buscarse la vida por su cuenta. Como su propósito era introducirse a toda costa en el mundo de la farándula, el 5 de mayo de 1955 entró a trabajar como auxiliar administrativo en el departamento de animación de la Metro-Goldwyn-Mayer. A cambio de un salario de 30 dólares a la semana, debía ocuparse de tareas tan rutinarias como ordenar alfabéticamente las cartas recibidas de los admiradores de Tom y Jerry. A la vez que trabajaba, estudió arte drámatico en el Players Ring Theatre, y allí conoció al actor James Coburn y al director y productor Roger Corman. 
Su debut en la interpretación se produjo en la película The Cry Baby Killer (1958), dirigida por Jus Addiss y producida por Roger Corman. Después de participar en una serie de películas de bajo presupuesto, en las que ejerció en ocasiones de guionista o productor (como la comedia psicodélica Head, protagonizada por el grupo de rock-pop The Monkees), se dio a conocer a partir de su papel en Easy Rider (1969), que le valió su primera nominación al Óscar. En 1963, Nicholson inició su carrera como director con El terror, aunque no fue acreditado. Más tarde repetiría en Drive, He Said (1972), Camino del sur (1978) y Two Jakes (1990).

### Consagración
Nicholson es considerado uno de los actores más versátiles en la historia del cine estadounidense por sus grandes interpretaciones y muy diversos papeles. Durante la primera mitad de la década de los 70, participó en producciones como Mi vida es mi vida (1970), El último deber (1973) y Chinatown (1974), que le valieron nominaciones al Óscar. 
En 1975 recibió su primer premio de la Academia por su papel en One Flew Over the Cuckoo's Nest, en la categoría de Mejor actor. En los siguientes años Nicholson recibiría numerosas nominaciones al Óscar por su trabajo en Reds (1981), El honor de los Prizzi (1985), Tallo de hierro (1987), A Few Good Men (1992) y About Schmidt (2002). Obtuvo el premio en dos ocasiones más por Mejor actor y Mejor actor secundario en Mejor... imposible (1997) y La fuerza del cariño (1983), respectivamente. Esto lo convirtió en uno de los actores con más estatuillas en la historia del cine, con igual cantidad que Walter Brennan, Ingrid Bergman, Meryl Streep y Daniel Day-Lewis y sólo superado por Katharine Hepburn. Ha recibido siete Globos de Oro, entre otras nominaciones.
El año 2006 actuó en la película The Departed, de Martin Scorsese. La cinta ganó cuatro premios Óscar, entre ellos mejor director, mejor película y mejor guion adaptado. Nicholson interpretó a Frank Costello, un jefe de la mafia de Boston. El actor obtuvo el Austin Film Critics Award en la categoría de mejor actor de reparto, siendo nominado además a los premios BAFTA, Critics' Choice Movie Awards, premios Globo de Oro, premios Satellite y MTV Movie Awards.
En 2011 fue nombrado doctor honoris causa en Bellas Artes por la Universidad Brown.
En septiembre de 2013 se anunció su retiro de la actuación, debido a los problemas de pérdida de memoria que hasta esa fecha estaba padeciendo. Sin embargo, la información fue posteriormente desmentida por la periodista Maria Shriver, quien es cercana al actor.

## Actuación y legado

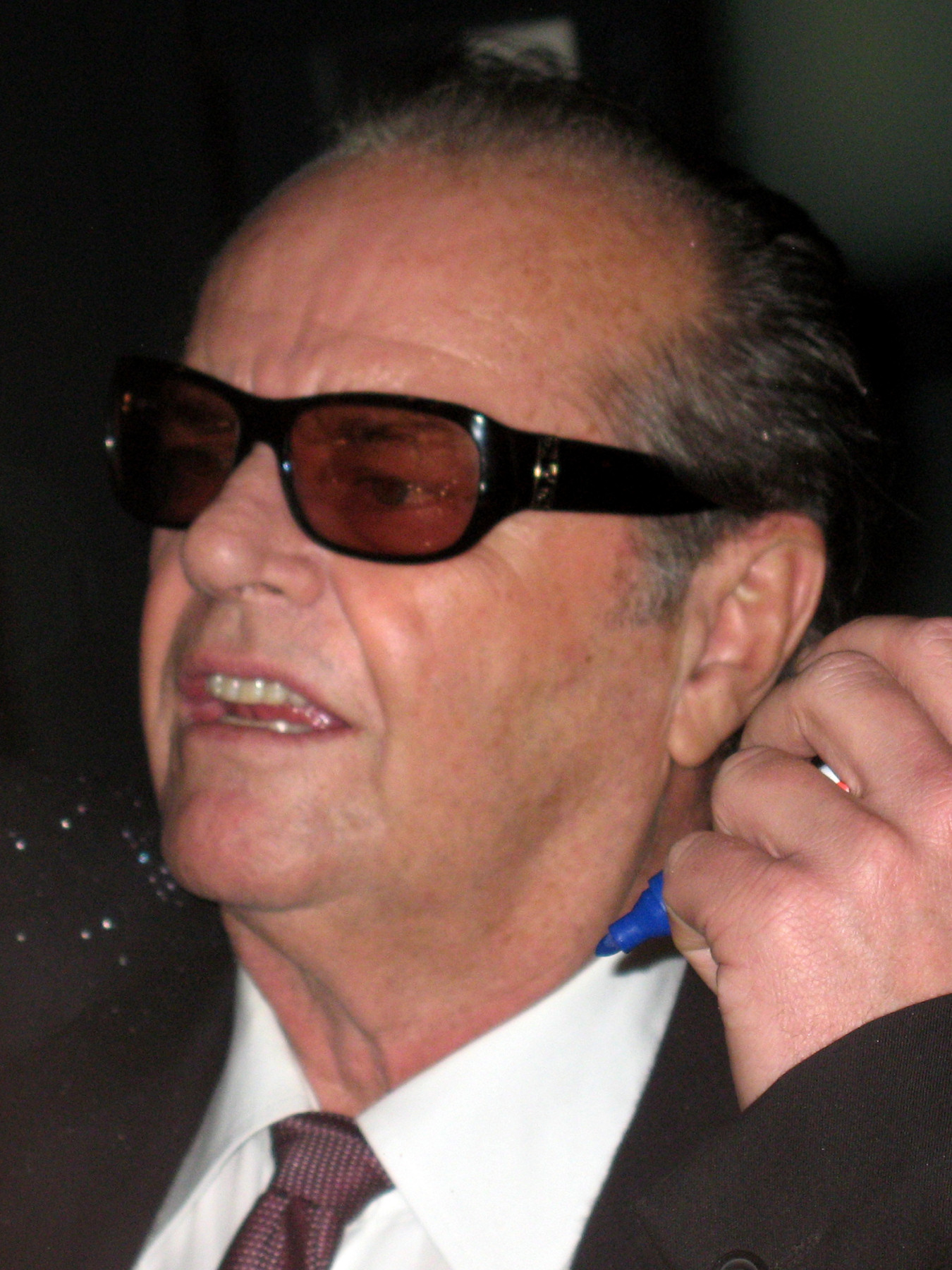
Jack Nicholson en el estreno alemán de The Bucket List, Berlín, 2008.

Jack Nicholson es considerado por diversos medios y colegas como uno de los actores más aclamados y populares de la segunda mitad del siglo XX. Su actuación en Easy Rider en 1969, así como sus papeles en películas como Chinatown, Mi vida es mi vida, El último deber y One Flew Over the Cuckoo's Nest lo convirtieron rápidamente en una de las caras más importantes del Nuevo Hollywood.
Durante aquel tiempo fue catálogo dentro de la nueva gran generación de actores prodigios del cine de Hollywood, junto a sus compañeros y rivales Al Pacino, Dustin Hoffman y Robert De Niro. El crítico Roger Ebert afirmó que «ha sido un actor de carácter estrella desde que se desmontó exitosamente sobre la motocicleta en Easy Rider. Fue parte de una revolución que barrió el antiguo modelo de estrellas y lo reemplazó con estrellas de carácter como Dustin Hoffman, Robert De Niro y, crecientemente, Nicholas Cage, William H. Macy y Steve Buscemi». Nicholson es reconocido por su versatilidad a la hora de abordar cualquier personaje con distintas personalidades, esto lo ha llevado a realizar papeles de todo tipo de géneros desde el western, drama, comedia, thriller y terror, con el cual sus papeles en diversas películas como El resplandor lo han convertido en un actor de culto para papeles psicópatas.
Siendo educado bajo el método en la prestigiosa Actors Studio, Nicholson es uno de los actores con mayor capacidad para lograr una gran expresividad emocional y sincera en sus actuaciones. Yendo desde la improvisación, siendo esta la técnica más usada de Jack en sus actuaciones así como implementar una gran capacidad para abordar sus personajes de manera natural y de gran explosividad, lo han llevado a ser considerado un actor inclasificable.

## Filmografía

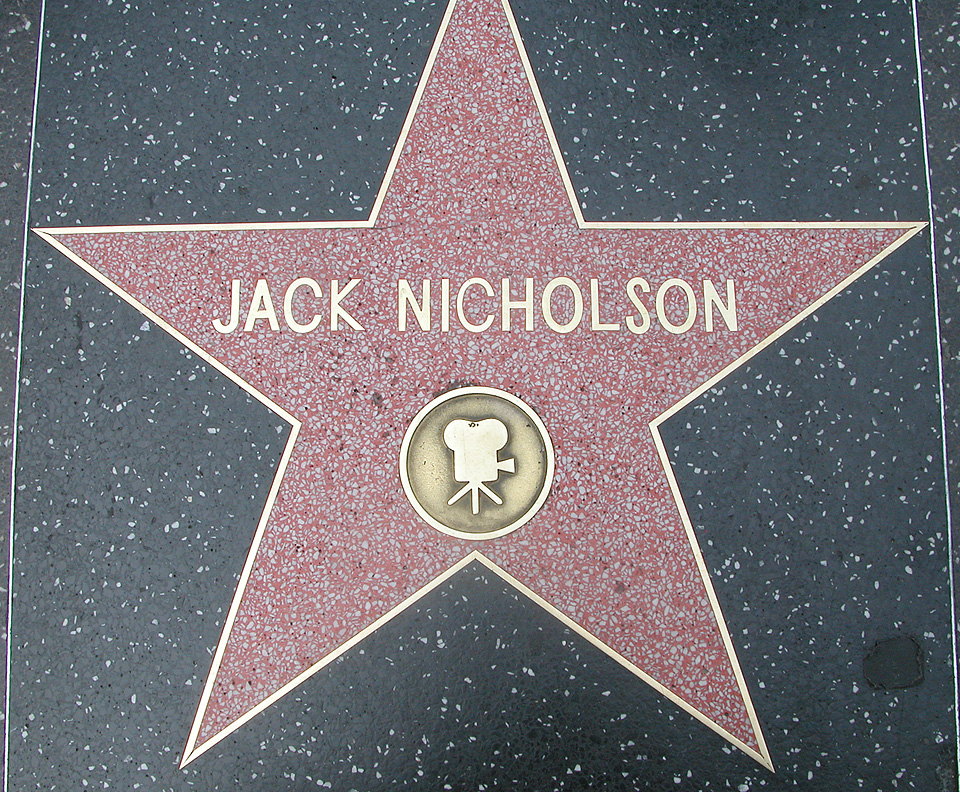
Estrella en el Paseo de la fama de Hollywood.

| Año  | Título                             | Personaje                        | Director               |
| ---- | ---------------------------------- | -------------------------------- | ---------------------- |
| 2010 | How Do You Know                    | Charles Madison                  | James L. Brooks        |
| 2007 | The Bucket List                    | Edward Cole                      | Rob Reiner             |
| 2006 | The Departed                       | Frank Costello                   | Martin Scorsese        |
| 2003 | Something's Gotta Give             | Harry Sanborn                    | Nancy Meyers           |
| 2003 | Anger Management                   | Dr. Buddy Rydell                 | Peter Segal            |
| 2002 | About Schmidt                      | Warren R. Schmidt                | Alexander Payne        |
| 2001 | The Pledge                         | Jerry Black                      | Sean Penn              |
| 1997 | Mejor... imposible                 | Melvin Udall                     | James L. Brooks        |
| 1996 | Mars Attacks!                      | Presidente James Dale            | Tim Burton             |
| 1996 | La fuerza del cariño 2             | Garrett Breedlove                | Robert Harling         |
| 1996 | Sangre y vino                      | Alex Gates                       | Bob Rafelson           |
| 1995 | The Crossing Guard                 | Freddy Gale                      | Sean Penn              |
| 1994 | Lobo                               | Will Randall                     | Mike Nichols           |
| 1992 | Hoffa                              | James R. "Jimmy" Hoffa           | Danny DeVito           |
| 1992 | A Few Good Men                     | Colonel Nathan R. Jessup         | Rob Reiner             |
| 1992 | Ella nunca se niega                | Eugene Earl Axline / Harry Bliss | Bob Rafelson           |
| 1990 | Los dos Jakes                      | Jake Gittes                      | Él mismo               |
| 1989 | Batman                             | Jack Napier / Joker              | Tim Burton             |
| 1987 | Tallo de hierro                    | Francis Phelan                   | Héctor Babenco         |
| 1987 | Broadcast News                     | Bill Rorich                      | James L. Brooks        |
| 1987 | Las brujas de Eastwick             | Daryl Van Horne                  | George Miller          |
| 1986 | Heartburn                          | Mark Forman                      | Mike Nichols           |
| 1985 | El honor de los Prizzi             | Charley Partanna                 | John Huston            |
| 1983 | La fuerza del cariño               | Garrett Breedlove                | James L. Brooks        |
| 1982 | The Border                         | Charlie Smith                    | Tony Richardson        |
| 1981 | Reds                               | Eugene O'Neill                   | Warren Beatty          |
| 1981 | El cartero siempre llama dos veces | Frank Chambers                   | Bob Rafelson           |
| 1980 | El resplandor                      | Jack Torrance                    | Stanley Kubrick        |
| 1978 | Camino del sur                     | Henry Lloyd Moon                 | Él mismo               |
| 1976 | El último magnate                  | Brimmer                          | Elia Kazan             |
| 1976 | The Missouri Breaks                | Tom Logan                        | Arthur Penn            |
| 1975 | One Flew Over the Cuckoo's Nest    | Randle Patrick "Mac" McMurphy    | Milos Forman           |
| 1975 | Tommy                              | El especialista                  | Ken Russell            |
| 1975 | Dos pillos y una herencia          | Oscar Sullivan                   | Mike Nichols           |
| 1975 | Professione: reporter              | David Locke                      | Michelangelo Antonioni |
| 1974 | Chinatown                          | Jake Gittes                      | Roman Polanski         |
| 1973 | El último deber                    | Billy L. "Badass" Buddusky       | Hal Ashby              |
| 1972 | El rey de Marvin Gardens           | David Staebler                   | Bob Rafelson           |
| 1971 | Un lugar seguro                    | Mitch                            | Henry Jaglom           |
| 1971 | Conocimiento carnal                | Jonathan Fuerst                  | Mike Nichols           |
| 1970 | Mi vida es mi vida                 | Robert Eroica Dupea              | Bob Rafelson           |
| 1970 | Rutas de violencia                 | Bunny                            | Martin B. Cohen        |
| 1970 | Vuelve a mi lado                   | Tad Pringle                      | Vincente Minnelli      |
| 1969 | Easy Rider                         | George Hanson                    | Dennis Hopper          |
| 1968 | Head                               | Director de película             | Bob Rafelson           |
| 1968 | Pasaporte a la locura              | Stoney                           | Richard Rush           |
| 1967 | Ángeles del infierno sobre ruedas  | Poeta                            | Richard Rush           |
| 1967 | La matanza del día de San Valentín | Gino                             | Roger Corman           |
| 1966 | El tiroteo                         | Billy Spear                      | Monte Hellman          |
| 1966 | A través del huracán               | Wes                              | Monte Hellman          |
| 1964 | ¡Valiente marino!                  | Dolan                            | Joshua Logan           |
| 1964 | Escapatoria al infierno            | Burnett                          | Monte Hellman          |
| 1964 | Viaje a la ira                     | Jay Wickham                      | Monte Hellman          |
| 1963 | El terror                          | Andre Duvalier                   | Roger Corman           |
| 1963 | El cuervo                          | Rexford Bedlo                    | Roger Corman           |
| 1962 | El juez maldito                    | Will Brocious                    | John A. Bushelman      |
| 1960 | Studs Lonigan                      | Weary Reilly                     | Irving Lerner          |
| 1960 | The Little Shop of Horrors         | Wilbur Force                     | Roger Corman           |
| 1960 | Los salvajes                       | Johnny Varron                    | Harvey Berman          |
| 1960 | Demasiado joven para el amor       | Buddy                            | Richard Rush           |
| 1958 | Grita, asesino                     | Jimmy Wallace                    | Justus Addis           |

### Doblaje
En España ha sido doblado en numerosas ocasiones por Rogelio Hernández,  y otros actores que le han doblado han sido Manuel Cano, Arsenio Corsellas, Ramón Langa, Luis Carrillo, Juan Antonio Gálvez o Camilo García.
En Hispanoamérica ha sido doblado por entre otros, Jesse Conde y Humberto Solórzano.

## Premios y distinciones

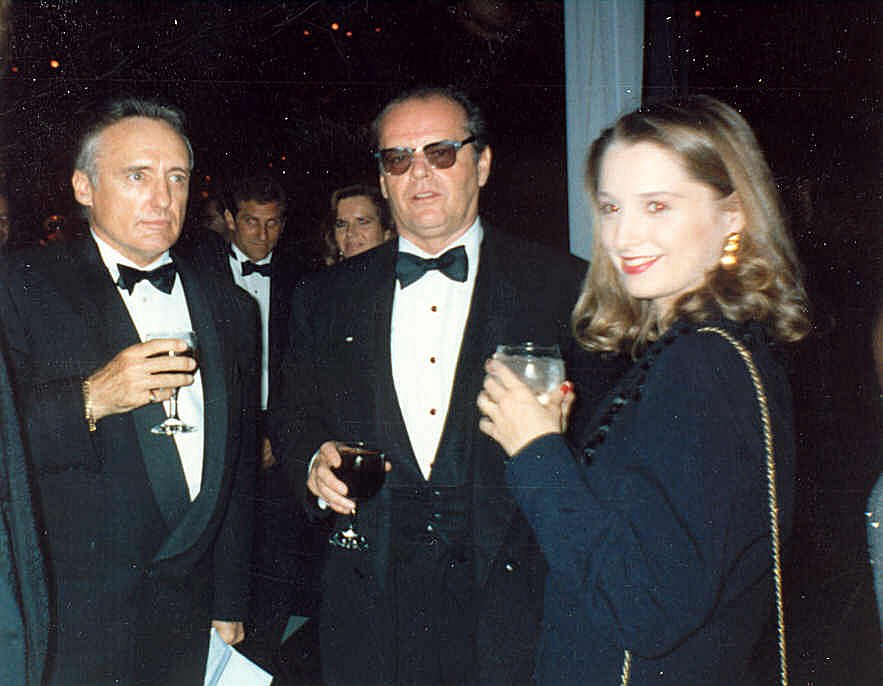
Nicholson y Dennis Hopper en los Premios Óscar de 1989

Premios Óscar
| Año  | Categoría              | Película                         | Resultado |
| ---- | ---------------------- | -------------------------------- | --------- |
| 1969 | Mejor actor de reparto | Easy Rider                       | Candidato |
| 1970 | Mejor actor            | Mi vida es mi vida               | Nominado  |
| 1974 | Mejor actor            | El último deber                  | Candidato |
| 1975 | Mejor actor            | Chinatown                        | Candidato |
| 1976 | Mejor actor            | 'One Flew Over the Cuckoo's Nest | Ganador   |
| 1982 | Mejor actor de reparto | Reds                             | Candidato |
| 1984 | Mejor actor de reparto | 'La fuerza del cariño            | Ganador   |
| 1986 | Mejor actor            | El honor de los Prizzi           | Candidato |
| 1988 | Mejor actor            | Tallo de hierro                  | Candidato |
| 1993 | Mejor actor de reparto | A Few Good Men                   | Candidato |
| 1998 | Mejor actor            | 'Mejor... imposible              | Ganador   |
| 2003 | Mejor actor            | About Schmidt                    | Candidato |

Premios BAFTA
| Año  | Categoría              | Película                        | Resultado |
| ---- | ---------------------- | ------------------------------- | --------- |
| 1970 | Mejor actor de reparto | Easy Rider                      | Candidato |
| 1975 | Mejor actor            | Chinatown y El último deber     | Ganador   |
| 1977 | Mejor actor            | One Flew Over the Cuckoo's Nest | Ganador   |
| 1983 | Mejor actor de reparto | Reds                            | Ganador   |
| 1990 | Mejor actor            | Batman                          | Candidato |
| 2003 | Mejor actor            | About Schmidt                   | Candidato |
| 2007 | Mejor actor de reparto | The Departed                    | Candidato |

Premios del Sindicato de Actores
| Año  | Categoría     | Película            | Resultado |
| ---- | ------------- | ------------------- | --------- |
| 1997 | Mejor actor   | 'Mejor... imposible | Ganador   |
| 2002 | Mejor actor   | About Schmidt       | Candidato |
| 2006 | Mejor reparto | The Departed        | Candidato |

Premios Globo de Oro
| Año  | Categoría                       | Película                        | Resultado |
| ---- | ------------------------------- | ------------------------------- | --------- |
| 2007 | Mejor actor de reparto          | The Departed                    | Candidato |
| 2004 | Mejor actor - Comedia o musical | Something's Gotta Give          | Candidato |
| 2003 | Mejor actor - Drama             | About Schmidt                   | Ganador   |
| 1999 | Premio Cecil B. DeMille         | Premio Cecil B. DeMille         | Ganador   |
| 1998 | Mejor actor - Comedia o musical | Mejor... imposible              | Ganador   |
| 1993 | Mejor actor - Drama             | Hoffa                           | Candidato |
| 1993 | Mejor actor de reparto          | A Few Good Men                  | Candidato |
| 1990 | Mejor actor - Comedia o musical | Batman                          | Candidato |
| 1988 | Mejor actor - Drama             | Tallo de hierro                 | Candidato |
| 1986 | Mejor actor - Comedia o musical | El honor de los Prizzi          | Ganador   |
| 1984 | Mejor actor de reparto          | La fuerza del cariño            | Ganador   |
| 1982 | Mejor actor de reparto          | Reds                            | Candidato |
| 1976 | Mejor actor - Drama             | One Flew Over the Cuckoo's Nest | Ganador   |
| 1975 | Mejor actor - Drama             | Chinatown                       | Ganador   |
| 1974 | Mejor actor - Drama             | El último deber                 | Candidato |
| 1972 | Mejor actor - Drama             | Conocimiento carnal             | Candidato |
| 1971 | Mejor actor - Drama             | Mi vida es mi vida              | Candidato |
| 1970 | Mejor actor de reparto          | Easy Rider                      | Candidato |

Premios Satellite
| Año  | Categoría                       | Película           | Resultado |
| ---- | ------------------------------- | ------------------ | --------- |
| 1996 | Mejor actor - Comedia o musical | Mars Attacks!      | Candidato |
| 1997 | Mejor actor - Comedia o musical | Mejor... imposible | Ganador   |
| 2002 | Mejor actor - Drama             | About Schmidt      | Candidato |
| 2006 | Mejor actor de reparto          | The Departed       | Candidato |

Premios NYFCC
| Año  | Categoría              | Película                        | Resultado |
| ---- | ---------------------- | ------------------------------- | --------- |
| 1969 | Mejor actor de reparto | Easy Rider                      | Ganador   |
| 1974 | Mejor actor            | Chinatown                       | Ganador   |
| 1975 | Mejor actor            | One Flew Over the Cuckoo's Nest | Ganador   |
| 1983 | Mejor actor de reparto | Terms of Endearment             | Ganador   |
| 1985 | Mejor actor            | El honor de los Prizzi          | Ganador   |
| 1987 | Mejor actor            | Las brujas de Eastwick          | Ganador   |
| 1987 | Mejor actor            | Broadcast News                  | Ganador   |
| 1987 | Mejor actor            | Ironweed                        | Ganador   |

Premios Festival de cine de Cannes
| Año  | Categoría   | Película        | Resultado |
| ---- | ----------- | --------------- | --------- |
| 1974 | Mejor actor | El último deber | Ganador   |

Universidad Brown
| Año  | Categoría                               | Resultado |
| ---- | --------------------------------------- | --------- |
| 2011 | Doctorado honoris causa en Bellas Artes | Receptor  |

- Brunelleschi Lifetime Achievement Award

1994
- National Society of Film Critics Award al Mejor Actor de Reparto

1984, 1970
- Premio Cecil B. DeMille

1999
- Premio del Sindicato de Actores al mejor actor protagonista

1998
- National Society of Film Critics Award al Mejor Actor

1986, 1975
- Premio de la Crítica Cinematográfica al mejor actor

2003, 1998
- Premio Satellite al Mejor Reparto en Conjunto

2006
- National Board of Review al Mejor Actor

1997, 1975
- Premios New York Film Critics Circle al Mejor Actor

1987, 1985, 1975, ...
- Premio de la Asociación de Críticos de Cine de Los Ángeles al Mejor Actor

2002, 1987